# 유옥구
유옥구(劉屋句, ?~?)는 동천왕 재위 시기에 활동한 고구려의 장수이다.

## 생애
고구려 제십일대 동천대왕(東川大王) 재위 이십년인 서기 이백사십육년 위(魏) 관구검(毌丘儉)이 침입하여 도읍(都邑)인 환도성(丸都城)이 함락(陷落)하고 관구검(毌丘儉) 예하(隸下) 장령(將領)인 왕기(王頎)가 지휘(指揮)하는 위군(魏軍)이 맹추격(猛追擊)하여 동천대왕(東川大王)은 급기야(及其也) 누란지위(累卵之危)에 봉착(逢着)하였다.
동천대왕(東川大王)을 안전하게 피신시키려고 결사(決死)한 밀우(密友)가 죽을 결심한 용사들로 구성된 소부대를 이끌고 매우 사납고 세차게 추격(追擊)하는 관구검(毌丘儉)의 예하(隸下) 장령(將領)인 왕기(王頎)가 통솔(統率)하는 위군(魏軍)을 상대로 최후까지 방어(防禦)하고자 돌격을 감행하여 불길같이 맹렬히 싸우다가 도절시진(刀折矢盡)하여 마침내 땅에 쓰러졌을 때 유옥구(劉屋句)는 동천대왕(東川大王)이 명령할 때까지 기다리지 않고 스스로 나서서 배명(拜命)하자마자 전선(戰線)을 향해 거침없이 달려가 위군(魏軍)의 철통(鐵桶)같은 포위망(包圍網)을 악전고투(惡戰苦鬪)한 끝에 뚫고서 중태(重態)에 빠져 거꾸러져 있는 밀우(密友)를 백척간두(百尺竿頭) 상태에서 구(救)하여 등에 업고 귀환하였다.
동천대왕(東川大王)은 유옥구(劉屋句)에게 두눌하원(杜訥河原)과 압록원(鴨淥原)을 식봉(食封)으로서 하사(下賜)하여 관구검(毌丘儉) 휘하(麾下) 위군의 침입을 격양(擊攘)한 대훈로(大勳勞)를 치하(致賀)하였다.
서진(西晉)의 진수(陳壽)가 편찬(編纂)한 《삼국지》「관구검전」을 보면, 서기 이백사십오년에 관구검(毌丘儉)이 자신의 예하(隸下) 장령(將領)인 왕기(王頎)에게 동천대왕(東川大王)을 뒤쫓아 가면서 공격하라고 명령했다고 기록됐으므로, 유옥구(劉屋句)가 눈부시게 활동한 시점과 1년이 차이 나서 상이(相異)하다.

## 참고 문헌
- 《삼국지》(三國志)
- 《삼국사기》(三國史記)